# Fast blodröd var min synd
Fast blodröd var min synd är en sång med versernas text från 1897 av Ruth Tracy och körens text från 1892 av William Pearson. Musiken är komponerad av Philip Phillips. Sången översattes till svenska 1888 av Peter August Andersson

## Publicerad i
- Musik till Frälsningsarméns sångbok 1907 som nr 69.
- Frälsningsarméns sångbok 1929 som nr 110 under rubriken "Helgelse - Helgelsens verk".
- Frälsningsarméns sångbok 1968 som nr 143 under rubriken "Helgelse".
- Frälsningsarméns sångbok 1990 som nr 395 under rubriken "Helgelse".